# Шакур, Мутулу
Муту́лу Шаку́р (англ. Mutulu Shakur; 8 августа 1950, Балтимор, Мэриленд — 6 июля, 2023, Южная Калифорния), урождённый Дже́рал Уэ́йн Уи́лльямс (англ. Jeral Wayne Williams) — афроамериканский активист, член Чёрной армии освобождения, который был приговорён к шестидесяти годам тюремного заключения за участие в ограблении, в котором был убит охранник и двое полицейских. Отчим рэпера Тупака Шакура.

## Ранняя жизнь и активизм
Джерал Уильямс родился 8 августа 1950 года в Балтиморе, штат Мэриленд. В семилетнем возрасте вместе со слепой матерью и младшей сестрой Ассатой переехал в нейборхуд Джамейка боро Куинс Нью-Йорка. В подростковом возрасте был политическим активистом маоистского Движения революционного действия, а позже присоединился к Республике Новая Африка. 
В 1970 году начал работать в клинике Lincoln Detox в больнице Линкольна, которая предлагала лечение от героиновой зависимости с использованием иглотерапии вместо одобренного FDA метадона. Впоследствии стал помощником директора клиники и продолжал работу в ней до 1978 года. В 1979 получил сертификат и лицензию на практику акупунктуры в штате Калифорния. В дальнейшем он помог основать и руководить Консультативной ассоциацией чернокожих по акупунктуре в Северной Америке (англ. Black Acupuncture Advisory Association of North America, BAAANA) и Гарлемским институтом акупунктуры.

## Ограбление, арест и заключение
Шакур был одним из членов Чёрной армии освобождения, совершивших в октябре 1981 года ограбление инкассаторской машины в Нануэте, Нью-Йорк. При содействии Коммунистической организации 19 мая и бывших членов Weathermen, члены Армии украли $1,6 миллионов наличными из машины частной охранной компании Brink’s. Грабители убили охранника Питера Пейджа (англ. Peter Paige) и серьёзно ранили другого, Джозефа Тромбино (англ. Joseph Trombino). Вскоре после этого они убили двух полицейских офицеров из деревни Наяк, Эдварда О’Грейди (англ. Edward O'Grady) и Уэйверли Брауна (англ. Waverly Brown), остановивших автомобиль, на котором преступники скрывались.
Шакур, предполагаемый лидер группы, более пяти лет скрывался от следствия, поэтому стал последним, кто предстал перед судом по обвинению в ограблении. В 1982 году Мутулу, Мэрилин Бак и другим членам Армии и Организации были предъявлены обвинения по закону RICO в ряде ограблений, в том числе фургона Brink’s, а также в организации побега Ассаты Шакур из тюрьмы Нью-Джерси в 1979 году. Находясь на свободе, 23 июля 1982 года стал 380-м человеком, внесённым в список десяти наиболее разыскиваемых ФБР беглецов. Был арестован 12 февраля 1986 года в Калифорнии агентами ФБР. Постановление об освобождении под залог до суда было отменено Апелляционным судом второго округа США. Шакур и Бак предстали перед судом в 1987 году и были осуждены 11 мая 1988. Он получил шестьдесят лет тюремного заключения. Обвинения и приговор были оставлены в силе в апелляционном порядке.
Хотя федеральное условно-досрочное освобождение было отменено Законом о реформе вынесения приговоров 1984 года, приговор Шакура под него не подпадал, так как положения закона не применялись к преступлениям, совершённым до ноября 1987 года. Согласно правилам, действовавшим на момент совершения им ограбления, Шакур мог просить об условно-досрочном освобождении после отбытия половины из своего первоначального шестидесятилетнего срока, то есть в 2016 году. Однако Комиссия по условно-досрочному освобождению США отказала ему в этом в 2016, в 2018 и в начале 2022 года. В октябре 2019 года Шакур возобновил свои попытки добиться смягчения приговора, обратившись в суд с ходатайством об освобождении в связи с болезнью в соответствии с Законом о первом шаге, но в смягчении вновь было отказано. 10 ноября 2022 года Комиссия по условно-досрочному освобождению пересмотрела его дело и предоставила Шакуру право на условно-досрочное освобождение с 16 декабря 2022 года их-за ухудшения его здоровья. В назначенный срок он был освобождён. Спустя восемь месяцев бывший заключённый умер.

## Личная жизнь
В 1975 году женился на Афени Шакур, матери Тупака Шакура. У них была дочь Секайва. Пара развелась в 1982 году.
В июне 2022 года у Мутулу обнаружился рак костного мозга на неизлечимой стадии, «жить ему осталось шесть месяцев». Умер от рака 6 июля 2023 года. 